# Тынково (Тамбовская область)
Тынково — село в Петровском районе Тамбовской области России. Входит в Красиловский сельсовет.

## География
Расположено на правом берегу реки Матыра.

## Население
| 2002 | 2010 |
| ---- | ---- |
| 290  | ↘253 |

## История
Тынково — одно из старейших сел Поматырья с богатой историей. На месте с. Тынково и близ него были обнаружены поселения людей эпохи бронзы (II тысячелетие до н. э.) и раннего железного века (I тысячелетие до н. э.), о чем свидетельствуют остатки курганов, археологические находки керамики и сарматских мечей.
Топоним Тынково происходит от заимствованного из древнегерманского слова тын- частокол из вертикально врытых в землю заостренных бревен, служивший оборонительной оградой старинных русских укреплений.
В первой половине XVII века, когда крымские и ногайские татары совершали опустошительные набеги на окраины Российского государства, между современными селами Тынково и Тафино был «татарский перевал», брод. Высокий правый берег реки Матыра с целью охраны был укреплен частоколом, тыном. Часть реки Матыра в этом месте стали называть Тынковка. В 90-х годах XVII века, когда с прекращением набегов татар, началось постепенное заселение Поматырия, служилые люди г. Сокольск (территория современного
г. Липецк). «Иван Севостьянов с товарищи» получил земли со всеми угодьями по реке Матыры, и основали село у притоки Тынковки, которое стало называться Тынково. В 1716 г. в Тынково служилых людей насчитывалось 44 человека, которые несли соответствующие воинские обязанности. Село Тынково относилось к Липецкому уезду Тамбовской губернии. Метрические книги и ревизские сказки сохранились частично. По с. Тынково ревизские сказки есть за 1782, 1795, 1811, 1816, 1834, 1858 гг., Метрические книги Николаевской церкви с.- за 1769, 1803, 1810, 1816, 1830, 1851, 1860, 1876—1918 гг. Село Тынково принадлежало семье помещика Потулова, за которым было записано 40 крепостных крестьян. В 1860 году на средства прихожан была построена новая деревянная церковь в честь святителя Николая Чудотворца, одноклассная церковно-приходская школа. В соответствии с данными Е. А. Андриевского, в 1911 году ближайшей железнодорожной станцией к селу была «Избердей» (ныне — в селе Петровском), ближайшее почтовое отделение — в селе Шехмань (тракты на Козлов, Тамбов), ближайшие фельдшерский пункт и больница — в селе Песковатка.
После революции 1917 года и коллективизации в селе созданы два колхоза ( среди них колхоз им. Мичурина, просуществовавший до конца XX века).
В 1932 году церковь разрушили. Вершиной развития села в XX веке следует считать 60-е и 70-е годы: наблюдалось значительное увеличение численности населения, была преодолена послевоенная безотцовщина, в село пришло электричество, построены объекты инфраструктуры (сельский клуб, школа, здание правления колхоза, магазин, здание почты).
С начала 80-х годов XX века начался упадок села: наметился существенный отток жителей в города, снижение количества учащихся в школе, обеднение колхоза и жителей, неуклонное изнашивание объектов инфраструктуры и обострение социальных вопросов.

## Инфраструктура
Село имеет улицы: Дальняя, Дачная, Западная, Лесная, Речная,Центральная, Широкая). В обиходе часто употребляются исторические названия (Ольховка, Кошелевка, Большак, Чертов рукав, Шепталовка, Щегла и другие).
Село газифицировано. Дорога к селу от трассы Р119 частично покрыта асфальтом, частично — щебнем.
Тынковская общеобразовательная школа с начала XXI века закрыта.
В селе работает небольшой магазин.

## Достопримечательности
Местный клуб, построенный в центре села, ранее активно использовался для кинопоказов и собраний; в настоящее время разрушен.
В центре села установлен мемориал односельчанам, воевавшим и погибшим в Великой Отечественной войне.
В настоящее время по инициативе граждан села началось переоборудование здания бывшей церковно-приходской школы в церковь. 10 июня 2017 года епископ Мичуринский и Моршанский Гермоген совершил чин малого освящения Никольского храма.
В с. Тынково есть святой источник в честь святителя Николая, архиепископа Мир Ликийских, чудотворца. Свято-Никольский источник расположен в долине реки Матыра, между селами Крутое и Тынково Петровского района Тамбовской области, находится на живописной опушке соснового леса в полукилометре от реки Матыра.